# Viện Hàn lâm Khoa học và Nghệ thuật Bosna và Hercegovina
Viện hàn lâm Khoa học và Nghệ thuật Bosna và Hercegovina (tiếng Bosnia và tiếng Croatia: Akademija nauka i umjetnosti Bosne i Hercegovine tiếng Serbia: Академија Наука и Умјетности Босне и Херцеговине) là viện hàn lâm quốc gia của Bosna và Hercegovina.

## Lịch sử
Tiền thân của "Viện hàn lâm Khoa học và Nghệ thuật Bosna và Hercegovina" là "Hội Khoa học Bosna và Hercegovina" thành lập từ năm 1951, do quyết định của Quốc hội nước Cộng hòa Bosna và Hercegovina. Hội hoạt động như một cơ quan có thẩm quyền cao nhất về các vấn đề khoa học, cho tới khi Quốc hội Bosna và Hercegovina thông qua đạo Luật thành lập "Viện hàn lâm Khoa học và Nghệ thuật Bosna và Hercegovina" năm 1966.
Theo đạo luật nói trên, Viện chịu trách nhiệm về việc phát triển toàn diện Khoa học và Nghệ thuật ở Bosna và Hercegovina, bằng việc tổ chức các nghiên cứu Khoa học và Nghệ thuật cùng xuất bản các tài liệu liên quan. Viện có qui chế một cơ quan độc lập trong quản lý, điều hành các hoạt động khoa học của mình.

## Các ban ngành
Viện hàn lâm Khoa học và Nghệ thuật Bosna và Hercegovina có 6 ban ngành:
- Khoa học xã hội
- Y học
- Khoa học kỹ thuật
- Khoa học tự nhiên và Toán học
- Văn học
- Nghệ thuật

## Các ủy ban
Các ủy ban của Viện gồm:
- Ủy ban Thư viện và Tài liệu
- Ủy ban hợp tác quốc tế
- Ủy ban xuất bản
- Ủy ban phát triển Khoa học, Công nghệ và Xã hội

## Các chủ tịch
- Vaso Butozan (1966–1968)[7]
- Branislav Đurđev (1968–1971)
- Edhem Čamo (1971–1977)
- Alojz Benac (1977–1981)
- Svetozar Zimonjić (1981–1990)
- Seid Huković (1990–1999)
- Božidar Matić (1999–nay)

## Các viện sĩ danh dự
- Josip Broz Tito được bầu ngày 19.11.1969[8]
- Ivo Andrić được bầu ngày 23.12.1969
- Rodoljub Čolaković được bầu ngày 23.12.1969
- Edvard Kardelj được bầu ngày 29.4.1971
- Vladimir Bakarić được bầu ngày 18.4.1974
- Ivan Supek được bầu ngày 14.5.2002
- Bogdan Bogdanović được bầu ngày 14.5.2002
- Adil Zulfikarpašić được bầu ngày 14.5.2002